# فيليب كولينز
فيليب كولينز (بالإنجليزية: Philip Collins)‏ هو صحفي بريطاني، ولد في 16 مايو 1967.